# Castiglion Fibocchi
Castiglion Fibocchi es una localidad italiana de la provincia de Arezzo , región de Toscana, con 2.200 habitantes.

Ubicación de la ciudad de Castiglion Fibocchi dentro de la provincia de Arezzo.

## Evolución demográfica
| Gráfica de evolución demográfica de Castiglion Fibocchi entre 1861 y 2001 |
|                                                                           |
| Fuente ISTAT - Elaboración gráfica por parte de Wikipedia                 |

## Ciudades hermanadas
- Francia, Veurey-Voroize, desde 1991